# Кеті Гедді
Кеті Гедді (англ. Kathy Heddy, 4 лютого 1958) — американська плавчиня.
Учасниця Олімпійських Ігор 1976 року.
Чемпіонка світу з водних видів спорту 1975 року, призерка 1973 року.
Переможниця Панамериканських ігор 1975 року.